# 陳毓祥
陈毓祥（英語：David Chan Yuk Cheung，1950年10月14日—1996年9月26日）生於廣東潮阳，香港保钓运动的领袖，1996年9月26日於釣魚島海域遇溺去世，終年45歲。

## 生平
陳毓祥出生廣東潮陽，8歲時隨父親移居香港，小学就读于北角堡垒山官立小学，學業成绩突出，1964年起入讀香港英皇書院，且在該校中學畢業。在校時曾於1967年參加由新亞書院主辦的全港學生書畫展覽會。及後取得香港大學社會科學(榮譽)學士及香港中文大學碩士。
1970年9月，日本政府不顧中國反對，單方面宣佈擁有釣魚台列嶼主權，並派警察登上釣魚島拔除中華民國國旗。陳毓祥在此背景下，在1970年代就投身于民間保卫钓鱼岛运动。1971年擔任香港專上學生聯會保钓运动中学生组组长。畢業後曾在香港電台及英國廣播公司粵語播音組工作，是香港第一代烽煙節目主持，具有一定知名度，並曾於1989-91年與岑逸飛交替出任《五稜鏡》主持（當中，由他主持的集數題為「寰宇掠影」），同時亦擔任另一論政節目《議事論事》的主持。
陈毓祥热心參與社会活动。1985年，他当选为香港十大杰出青年，後來更投入1991年香港立法局選舉，不過被揭發在大學時代曾參加親共「國粹派」及政治原因，最終落敗。1995年获新华社香港分社委任為香港地区事务顾問。

### 為保釣犧牲
1996年7月，日本青年社於釣魚島上興建燈塔，掀起華人社會新一輪保釣運動。
陳毓祥於同年9月初成立「全球華人保釣大聯盟」，並租用遠洋貨輪“保釣號”（註冊船名建華二號）前往釣魚台列嶼宣示主權。
“保釣號”於9月22日從香港出發，計劃到釣魚島附近便轉以快艇搶灘，拆除島上日本右翼人士所建的燈塔，並重新豎立中國國旗。9月26日，“保釣號”進入钓鱼岛12海哩內海域航行，被多艘日本船艦攔截，加上風浪太大，
隊員決定取消搶灘，在距離釣魚島約3海哩位置，陈毓祥率领另外四位隊员穿上救生衣以繩索繫腰，從“保釣號”跳入海中游泳宣示主權以代替搶灘行動。因脚部被绳索缠住及被船隻撞傷頭部，頭部浸於海中近4分鐘，
船上成員將其拉上船上，陳毓祥已昏迷不醒，船長魏立志要求日本海上保安廳協助，並將事件通報臺灣海巡署，保安廳隨即以直升機派兩名醫護人員到“保釣號”上為陳毓祥進行急救，當場證實不治。另一隊員方裕源受傷，被送往石垣市醫院治理。

## 纪念
1996年10月6日在香港举行“保钓英雄陈毓祥”悼念会，有2000多人参加，其中包括來自中国大陆、香港的官员及台灣保釣人士。
2006年10月22日，香港保釣行動委員會的「保釣二號」漁船載著中國大陸及港、澳保釣人士起程先往台灣，再與台灣保釣人士會合前往釣魚台宣示主權，但遭日本海上保安廳船隻阻撓。「保釣二號」在距離釣魚島10多海里的水域停下，並為10年前於行動中在釣魚台水域溺斃的陳毓祥舉行公祭儀式，然後折返回航。
2016年9月26日，陳毓祥殉難20周年，「全球華人保釣聯盟」為他舉辦紀念活動，並將鮮花撒落大海，紀念他英勇愛國的事蹟。

## 家庭
陳毓祥與妻劉舜卿育有一子一女，長女陳安然2008年畢業於香港演藝學院戲劇學院，主修表演，現職舞台劇演員。幼子陳安立現職ViuTV、Now觀星台及Now芒果台節目主持。陳安立曾在電台節目中表示以父親為榮，希望有朝一日能以中國人身份，在釣魚島游泳。

## 著作
1. 《香港新生代：陳毓祥對談錄 1》（南粵出版社，香港，一九八九年）
2. 《香港新生代：陳毓祥對談錄 2》（南粵出版社，香港，一九九零年）
3. 《香港新生代：陳毓祥對談錄 3》（南粵出版社，香港，一九九零年）
4. 《建港路》（廣角鏡出版社，香港，一九九一年）
5. 《九七藍圖：議事論事陳毓祥論文集》（廣角鏡出版社，香港，一九九一年）
6. 以下姓名後標註†者為已逝人物。
7. 1985年《脈搏人物》負責訪問張敏儀、李植悅、何世柱、曾蔭權、譚惠珠、鄭宇碩、盧景文、劉迺強†、譚耀宗、楊孝華、李鵬飛†、黃震遐、范徐麗泰、司徒華†、梁展文、唐明治、張家敏、廖瑤珠†、陳祖澤、高漢釗、盧龍光、黃偉雄、梁振英、湛佑森、曾德成、黃錢其濂、吳崇文、馬寧熙、許賢發†、楊寶坤、馮檢基、周梁淑怡、張鑑泉†、何俊仁、麥海華、鄺廣傑、程介明、馮可立†、李怡†、吳靄儀、陳乃強